# O Haupt voll Blut und Wunden

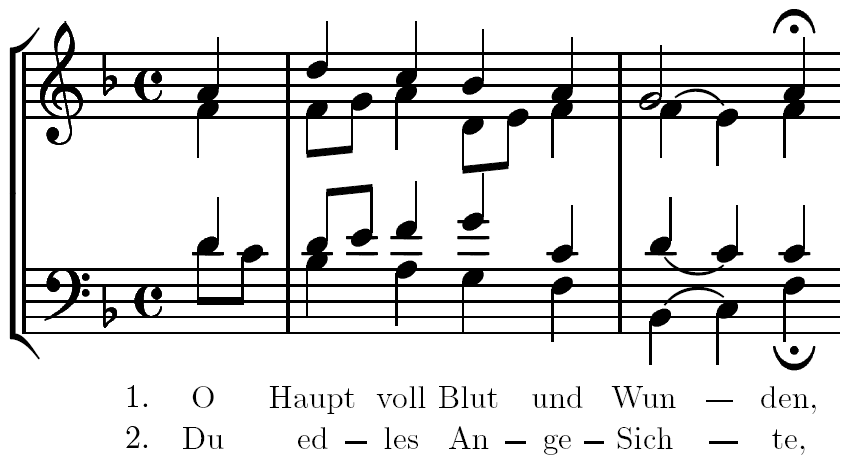
Openingsmaten van het koraal O Haupt voll Blut und Wunden, uit de Matthäuspassion van Johann Sebastian Bach

O Haupt voll Blut und Wunden (Nederlands: O hoofd vol bloed en wonden) is een kerklied van de lutherse predikant Paul Gerhardt, dat in 1656 voor het eerst verscheen in bundel Praxis pietatis melica (Frankfurt). Bij de tekst vermeldde Crüger de melodie van Herzlich thut mich verlangen, een geestelijk lied dat gezongen werd op de melodie van Mein G’müt ist mir verwirret, das macht ein Jungfrau zart, van de Renaissance-componist Hans Leo Hassler.  
De tekst van Gerhardt is een vertaling van hymne van de Cisterciënzer abt Arnulf van Leuven Salve caput cruentatum. Het is de laatste hymne van een cyclus waarin de dichter mediteert over wonden van Jezus door één voor één bij de lichaamsdelen stil te staan. Een selectie van coupletten hieruit werd onder de titel Membra Jesu Nostri later door de componist Dietrich Buxtehude op muziek gezet. Al deze stukken behoren tot de lijdensmuziek, muziek dus, bedoeld voor de lijdenstijd. Lange tijd werd Bernard van Clairvaux aangezien voor de oorspronkelijke tekstdichter. In het begin van de twintigste eeuw werd echter op grond van een manuscript uit 1320, dit lied toegewezen aan Arnulf van Leuven. Het lied is als Gezang 85 opgenomen in het Evangelische Gesangbuch, dat in veel Duitse protestantse kerken gebruikt wordt, en als nummer 289 in het katholieke liedboek Gotteslob. Een Nederlandse vertaling door Jan Willem Schulte Nordholt staat als Gezang 183 in het Liedboek voor de Kerken. 
Zijn grote bekendheid dankt het gezang evenwel aan de centrale rol die het inneemt in de Matthäuspassion van Johann Sebastian Bach. Hij gebruikte dit gezang als Leitmotiv in dit oratorium, doordat verschillende coupletten als koraal  - op verschillende plaatsen, en steeds anders getoonzet - zijn opgenomen. Bach gebruikte de melodie overigens ook in zijn Weihnachtsoratorium. Als afzonderlijk koraal is het als BWV 244-63 opgenomen in de Werke Verzeichnis van Bach. Een latere toonzetting is van Franz Liszt, die de melodie als uitgangspunt gebruikte voor de zesde statie in zijn Via Crucis (De Heilige Veronica).
De melodie van deze hymne is, enigszins gewijzigd, door Paul Simon in 1973 gebruikt voor zijn liedje An American Tune.

## Tekst
1.
O Haupt voll Blut und Wunden,
Voll Schmerz und voller Hohn,
O Haupt, zum Spott gebunden
Mit einer Dornenkron',
O Haupt, sonst schön gezieret
Mit höchster Ehr' und Zier,
Jetzt aber höchst schimpfieret:
Gegrüßet sei'st du mir!
2.
Du edles Angesichte,
Davor sonst schrickt und scheut
Das große Weltgewichte,
Wie bist du so bespeit!
Wie bist du so erbleichet!
Wer hat dein Augenlicht,
Dem sonst kein Licht nicht gleichet,
So schändlich zugericht't?
3.
Die Farbe deiner Wangen,
Der roten Lippen Pracht
Ist hin und ganz vergangen;
Des blassen Todes Macht
Hat alles hingenommen,
Hat alles hingerafft,
Und daher bist du kommen
Von deines Leibes Kraft.
4.
Nun, was du, Herr, erduldet,
Ist alles meine Last;
Ich hab' es selbst verschuldet,
Was du getragen hast.
Schau her, hier steh' ich Armer,
Der Zorn verdienet hat;
Gib mir, o mein Erbarmer,
Den Anblick deiner Gnad'!
5.
Erkenne mich, mein Hüter,
Mein Hirte, nimm mich an!
Von dir, Quell aller Güter,
Ist mir viel Gut's getan.
Dein Mund hat mich gelabet
Mit Milch und süßer Kost;
Dein Geist hat mich begabet
Mit mancher Himmelslust.
6.
Ich will hier bei dir stehen,
Verachte mich doch nicht!
Von dir will ich nicht gehen,
Wenn dir dein Herze bricht;
Wenn dein Haupt wird erblassen
Im letzten Todesstoß,
Alsdann will ich dich fassen
In meinen Arm und Schoß.
7.
Es dient zu meinen Freuden
Und kommt mir herzlich wohl,
Wenn ich in deinem Leiden,
Mein Heil, mich finden soll.
Ach, möcht' ich, o mein Leben,
An deinem Kreuze hier
Mein Leben von mir geben,
Wie wohl geschähe mir!
8.
Ich danke dir von Herzen,
O Jesu, liebster Freund,
Für deines Todes Schmerzen,
Da du's so gut gemeint.
Ach gib, daß ich mich halte
Zu dir und deiner Treu'
Und, wenn ich nun erkalte,
In dir mein Ende sei!
9.
Wenn ich einmal soll scheiden,
So scheide nicht von mir;
Wenn ich den Tod soll leiden,
So tritt du dann herfür;
Wenn mir am allerbängsten
Wird um das Herze sein,
So reiß mich aus den Ängsten
Kraft deiner Angst und Pein!
10.
Erscheine mir zum Schilde,
Zum Trost in meinem Tod,
Und lass mich sehn dein Bilde
In deiner Kreuzesnot!
Da will ich nach dir blicken,
Da will ich glaubensvoll
Dich fest an mein Herz drücken.
Wer so stirbt, der stirbt wohl.